# Óscar Julio Vian Morales
Óscar Julio Vian Morales (Città del Guatemala, 18 ottobre 1947 – Città del Guatemala, 24 febbraio 2018) è stato un arcivescovo cattolico guatemalteco.

## Biografia
Ordinato sacerdote il 15 agosto 1976, nel 1980 ha conseguito la licenza in liturgia presso il Pontificio Ateneo "S. Anselmo".
Come sacerdote ha ricoperto molteplici incarichi: consigliere scolastico nell'Istituto Tecnico Don Bosco a Panama, professore dell'Istituto Teologico Salesiano di Guatemala, direttore del Collegio Salesiano "San Miguel" di Tegucigalpa in Honduras, delegato ispettore della pastorale giovanile, consigliere provinciale, direttore del Centro Giovanile Don Bosco di Managua e direttore del Collegio Don Bosco a Città di Guatemala.
Il 30 novembre 1996 papa Giovanni Paolo II lo ha nominato vicario apostolico di El Petén e vescovo titolare di Pupiana. Ha ricevuto la consacrazione episcopale il 1º febbraio dell'anno successivo per imposizione delle mani del cardinale Miguel Obando Bravo, all'epoca arcivescovo di Managua.
Il 19 aprile 2007 papa Benedetto XVI lo ha promosso arcivescovo di Los Altos, Quetzaltenango-Totonicapán, il 2 ottobre 2010 arcivescovo di Guatemala. Il 25 aprile 2013 l'arcidiocesi ha assunto il nome antico di arcidiocesi di Santiago di Guatemala.
È morto il 24 febbraio 2018 all'età di 70 anni.

## Genealogia episcopale
La genealogia episcopale è:
- Cardinale Scipione Rebiba
- Cardinale Giulio Antonio Santori
- Cardinale Girolamo Bernerio, O.P.
- Arcivescovo Galeazzo Sanvitale
- Cardinale Ludovico Ludovisi
- Cardinale Luigi Caetani
- Cardinale Ulderico Carpegna
- Cardinale Paluzzo Paluzzi Altieri degli Albertoni
- Papa Benedetto XIII
- Papa Benedetto XIV
- Papa Clemente XIII
- Cardinale Marcantonio Colonna
- Cardinale Giacinto Sigismondo Gerdil, B.
- Cardinale Giulio Maria della Somaglia
- Cardinale Carlo Odescalchi, S.I.
- Vescovo Eugène-Charles-Joseph de Mazenod, O.M.I.
- Cardinale Joseph Hippolyte Guibert, O.M.I.
- Cardinale François-Marie-Benjamin Richard de la Vergne
- Cardinale Pietro Gasparri
- Cardinale Benedetto Aloisi Masella
- Arcivescovo Antonio Taffi
- Vescovo Marco Antonio García y Suárez
- Cardinale Miguel Obando Bravo, S.D.B.
- Arcivescovo Óscar Julio Vian Morales, S.D.B.